# Vincamina
La vincamina es un fármaco alcaloide con actividad vasodilatadora periférica que se encuentra de forma natural en la planta Vinca minor. Es oxigenador cerebral y antihipertensivo. Químicamente es el metil éster del ácido 14,15-Dihidro-14-hidroxieburnamenina-14-carboxílico. De la vincamina deriva el fármaco sintético nootrópico vinpocetina.

## Farmacología y mecanismos de acción
La vincamina facilita la circulación a nivel cerebral mayoritariamente sin tener casi efecto sobre la circulación general, lo que permite utilizarse sin temor a provocar una hipotensión reaccional. Dentro de las acciones atribuibles al fármaco están:
- Permeabilizar la membrana hematoencefálica para permitir la captación del oxígeno.
- Restaurar la electrogénesis de la neurona en virtud de una oxidación "aeróbica total" de la glucosa dentro de la célula nerviosa. Este proceso elimina los productos de la degradación incompleta de la glucólisis (ácidos láctico y pirúvico) aumentando la concentración del CO2 en el área cerebral, lo que permite regular la microcirculación alrededor de la neurona.
- Restablecer la irrigación sanguínea al disminuir la resistencia vascular.[1]

## Farmacocinética
La vincamina se une de manera reversible a las proteínas plasmáticas y se elimina por la vía biliar, vía renal y, en mínimas cantidades, por las heces fecales. Los niveles plasmáticos alcanzan su máximo a las 2 horas tras la administración oral y se sabe que permanecen activos durante 5 horas aproximadamente.

## Precauciones especiales
Las mujeres en período de lactancia o embarazadas deben evitar tomar la vincamina dado que atraviesa la barrera placentaria.

## Reacciones adversas conocidas
Aunque la vincamina puede usarse por tiempo largo e indefinido en personas de edad avanzada, un muy pequeño número de personas puede experimentar hipersensibilidad al fármaco.

## Uso en terapéutica
La vincamina se ha usado con éxito en la insuficiencia circulatoria progresiva caracterizada por acúfenos, cefaleas, problemas de memoria y dificultad de atención. En cerebroesclerosis de tipo crónico. En insuficiencia cerebral. Y en oftalmología puede ser de elección para aliviar las retinopatías degenerativas y el síndrome isquémicos del fondo del ojo.